# Syzeuctus claripennis
Syzeuctus claripennis är en stekelart som först beskrevs av Cameron 1902.  Syzeuctus claripennis ingår i släktet Syzeuctus och familjen brokparasitsteklar. Inga underarter finns listade i Catalogue of Life.